# فاتن الفازع
فاتن الفازع روائية تونسية وأول امرأة تكتب رواية باللهجة التونسية.

## حياتها الشخصية
ولدت فاتن الفازع ونشأت في تونس العاصمة. هي ابنة الكاتب والسيناريست المعروف الطاهر الفازع، وبعد الزواج والطلاق العصيبين، بدأت فاتن الفازع الكتابة على الفيس بوك في عام 2013 أو عام 2014، فسارعت إلى جمع المتابعين الذين استمتعوا بكتابتها وشجعوها. ثم بدأت بكتابة السيناريو، ولكن كتاباتها انقطعت عندما هاجرت إلى ألمانيا. وبعد وفاة جدتها، التي ربتها، بدأت فاتن الفازع في كتابة روايتها الأولى، وهي أسرار عائلية، كوسيلة للتعامل مع حزنها وربطها بجدتها.
فاجأ هذا النجاح الكاتبة: فهي تروي أنها لم تخطط للكتابة أبدًا، ولم تكن في المدرسة استثنائية في هذا الموضوع. كانت تتوقع أن «تبيع 300 نسخة وتنتهي من ذلك». 
كانت رواياتها التالية ناجحة أيضًا: اعتبارًا من مايو 2020، باعت ما مجموعه 30000 كتاب، وبيعت أحدث رواياتها التي بلغت 5000 نسخة أقل من شهر.
فاتن لديها طفلان وتعيش حاليا في ألمانيا.

## أسرار عائلية
أسرار عائلية هي أول رواية بالدارجة التونسية تكتبها امرأة. هي جزء من اتجاه حديث للروايات التونسية المنشورة باللغة المحلية بدلاً من العربية الفصحى.
الرواية شبيهة بالسيرة الذاتية. تروي قصة غالية، وهي أم شابة لطفلين، تركت زوجها المقيد في الفصل الأول. تحاول استعادة حريتها وتمتعها بالحياة، لكنها تواجه صعوبات شديدة على طول الطريق. في سياق نضالها، نلتقي بالعديد من الشخصيات الأخرى - زوج غالية، وأختها وابن أختها ذو الإحتياجات الخصوصية، وامرأة ذكية للغاية ولكنها محرومة تعمل في الدعارة، وآخرين - يتحدث الكثير منهم مباشرة إلى القارئ، يروون قصصهم في الشخص الأول.
لقد تم نشرها في ربيع 2018 ؛ اعتبارًا من يوليو 2020 كانت في نسختها الثالثة عشرة. وتعتبر الرواية «من الروايات العربية الأكثر مبيعًا باللغة العربية» بحسب اتحاد بائعي الكتب في تونس.

## الجوائز
- جائزة علي دوعاجي لأدب الدارجة 2018 (لأسرار عائلية)
- جائزة عبد العزيز العروي (جمعية الدارجة)، 2019 (و من الحب ما فشل)
- جائزة علي الدعواجي 2021

## المنشورات
- (باللغة العربية) أسرار عائلية، تونس: إصدارات السندباد، 2018
- (بالعربية) ومن الحب ما فشل، تونس: إصدارات السندباد، 2019
- (باللغة العربية) شرع الحب، تونس: إصدارات السندباد، 2020
- سوف تلهو بنا الحياة